# خوسيه جيل غورديلو
خوسيه جيل غورديلو (بالإسبانية: José Gil Gordillo)‏ هو لاعب كرة قدم إسباني في مركز الوسط، ولد في 9 أكتوبر 1960 في شلوقة في إسبانيا. لعب مع ديبورتيفو لاكورونيا وسيلتا فيغو ونادي برشلونة.